# Корда, Петр
Петр Ко́рда (чеш. Petr Korda; род. 23 января 1968 года, Прага) — чешский профессиональный теннисист. Победитель Открытого чемпионата Австралии в одиночном (1998) и парном (1996) разрядах, победитель Кубка Большого шлема 1993 года. В 1998 году дисквалифицирован за употребление допинга.

## Биография
Петр Корда женат на бывшей чехословацкой теннисистке Регине Райхртовой (в замужестве Кордовой). Трое детей: дочери Джессика и Нелли занимаются гольфом (Джессика — одна из самых молодых в истории победительниц турнира Женской ассоциации профессионального гольфа, Нелли — олимпийская чемпионка Токио-2020), сын Себастьян — теннисист.

## Карьера

### 1984—1989
В 1984 году, в возрасте 16 лет, Петр Корда стал чемпионом ЧССР среди юниоров (возрастная категория до 18 лет). В 1985 году победил на юношеском парном турнире Открытого чемпионата Франции со своим соотечественником Цирилом Суком. В 1986 году выиграл Уимблдонский турнир в парном юношеском разряде с Томасом Карбонеллом и стал чемпионом Европы в парном юношеском разряде с Суком. В 1987 году, в свой первый год в профессиональном теннисе, дошёл до полуфинала турнира Гран-При в Кицбюэле в паре с Суком, а затем до финала турнира Гран-При в Палермо с другим соотечественником, Томашем Шмидом. Выиграл свой первый профессиональный турнир класса Challenger в Будапеште в одиночном разряде. В 1988 году, после выхода в четвертьфинал турнира Гран-При в Мюнхене, Корда вошёл в число ста сильнейших теннисистов в одиночном разряде согласно рейтингу АТР. В парах выиграл первые два турнира Гран-При, в Гштаде (с Миланом Шрейбером) и Праге, и закончил сезон в числе 50 лучших теннисистов, выступающих в парном разряде. С этого года он также выступал за сборную Чехословакии в Кубке Дэвиса. На следующий год впервые дошёл до финала турнира Гран-При в одиночном разряде, а в парах выиграл ещё один турнир Гран-При и ещё трижды играл в финалах, закончив сезон в числе 30 сильнейших парных игроков.

### 1990—1993
В 1990 году Корда выиграл свой первый матч против игрока первой десятки мирового тенниса; это произошло на турнире в Филадельфии, где в четвертьфинале он победил десятую ракетку мира Джея Бергера. Но главных успехов он снова добился в парах: сначала выиграл в Монте-Карло со Шмидом турнир серии ATP Мастерс, самой престижной в новообразованном АТР-туре, а затем с Гораном Иванишевичем дошёл до финала Открытого чемпионата Франции, по дороге победив три сеянных пары, в том числе и первую пару мира, Рика Лича и Джима Пуха. После Открытого чемпионата Франции он поднялся на 10 место в рейтинге в парном разряде.
1991 год стал более удачным для Корды в одиночном разряде. Он пять раз играл в финалах турниров АТР и два из них выиграл: в Нью-Хейвене и Берлине. Эти же турниры он выиграл и в парном разряде. За сезон он четыре раза обыграл теннисистов из первой десятки, две таких победы одержав по пути в финал турнира серии ATP Мастерс в Монреале. В итоге к концу сезона он впервые вошёл в десятку сильнейших и в одиночном разряде. В 1992 году он выиграл три турнира в одиночном разряде и, не встретив ни одного посеянного соперника, дошёл до финала Открытого чемпионата Франции, где уступил первой ракетке мира Джиму Курье. В конце сезона он играл сразу в двух итоговых турнирах года: чемпионате мира АТР и Кубке Большого шлема; в обоих случаях не вышел в полуфинал, но он закончил сезон на шестом месте в рейтинге. Помимо этого, он также дошёл со сборной Чехо-Словакии до финала командного Кубка мира, одержав пять побед в семи матчах в одиночном и парном разрядах.
В 1993 году Корда выиграл три турнира в парах, из них два серии, и со Стефаном Эдбергом дошёл до полуфинала Открытого чемпионата Франции. В одиночном разряде вышел в четвертьфинал Открытого чемпионата Австралии и четвёртый круг Открытого чемпионата США, второй год подряд завоевав право на участие в Кубке Большого шлема, который он неожиданно выиграл, последовательно обыграв Александра Волкова, Серхи Бругеру, Пита Сампраса и Михаэля Штиха. Этот турнир стал для Корды единственным выигранным в этом сезоне в одиночном разряде.

### 1994—1998
В 1994 и 1995 годах Корда не выиграл ни одного турнира как в одиночном, так и в парном разрядах. Он дважды дошёл до финала в одиночном разряде и трижды в парах. К середине 1995 года он, хотя и продолжал регулярно побеждать в отдельных матчах представителей мировой теннисной элиты, сам опустился во второй эшелон: в конце мая он занимал 60 место в рейтинге. В парах он провёл вторую половину 1994 года за пределами первой сотни рейтинга.
Новый рывок Корды начался после операции по удалению грыжи, от которой он страдал в предыдущие годы, в январе 1996 года он сначала победил в одиночном разряде на турнире в Дохе, а затем в паре с Эдбергом выиграл Открытый чемпионат Австралии, по дороге победив две сеянных пары. После этого он второй раз в карьере вышел в финал командного Кубка мира, одержав четыре победы в четырёх матчах в одиночном разряде и выиграв два из трёх матчей в парах; тем не менее в финале чехи уступили швейцарцам. Корда закончил сезон в числе 30 сильнейших теннисистов мира как в одиночном, так и в парном разрядах, но его дальнейшие успехи были связаны только с одиночными выступлениями.
В 1997 году Корда четыре раза доходил до финала турниров в одиночном разряде и выиграл один из них, в Штутгарте. После этой победы он вернулся в первую десятку рейтинга АТР. 1998 год начал с двух побед подряд: в Дохе и на Открытом чемпионате Австралии, после чего поднялся на вторую позицию в рейтинге. Он в третий раз дошёл до финала командного Кубка мира, выиграв три из четырёх матчей (все в одиночном разряде). По ходу сезона он четыре раза мог занять первую строчку в рейтинге, но ни разу не сумел реализовать эту возможность.
Во время Уимблдонского турнира 1998 года в анализе мочи Корды был обнаружен запрещённый препарат нандролон. В конце года Корда, утверждавший, что не принимал нандролон, был дисквалифицирован ITF на год, но после того, как срок дисквалификации истёк, не смог возобновить полноценное участие в соревнованиях и завершил теннисную карьеру.
По состоянию на 2009 год Корда проживал в Брейдентоне, Флорида, США, и тренировал своего соотечественника Радека Штепанека.

## Участие в финалах турниров (51)
| Легенда                      |
| Большой шлем (4)             |
| Чемпионат АТР-тура (0)       |
| Кубок Большого шлема (1)     |
| АТР Мастерс (7)              |
| ATP Championship Series (12) |
| ATP-тур (19)                 |
| Гран-При (8)                 |

### Одиночный разряд (27)

#### Победы (10)
| №   | Дата        | Турнир                                            | Покрытие | Соперник в финале | Счёт в финале             |
| 1.  | 19 авг 1991 | Volvo International, Нью-Хейвен, Коннектикут, США | Хард     | Горан Иванишевич  | 6-4, 6-2                  |
| 2.  | 14 окт 1991 | Берлин, Германия                                  | Ковёр    | Арно Бёч          | 6-3, 6-4                  |
| 3.  | 20 июл 1992 | Sovran Bank Classic, Вашингтон, США               | Хард     | Хенрик Хольм      | 6-4, 6-4                  |
| 4.  | 31 авг 1992 | Waldbaum's Hamlet Cup, Лонг-Айленд, США           | Хард     | Иван Лендл        | 6-2, 6-2                  |
| 5.  | 26 окт 1992 | CA-Tennis Trophy, Вена, Австрия                   | Ковёр    | Джанлука Поцци    | 6-3, 6-2, 5-7, 6-1        |
| 6.  | 13 дек 1993 | Кубок Большого шлема, Мюнхен, Германия            | Ковёр    | Михаэль Штих      | 2-6, 6-4, 7-65, 2-6, 11-9 |
| 7.  | 8 янв 1996  | Qatar ExxonMobil Open, Доха                       | Хард     | Юнес эль-Айнауи   | 7-65, 2-6, 7-65           |
| 8.  | 27 окт 1997 | Eurocard Open, Штутгарт, Германия                 | Ковёр    | Рихард Крайчек    | 7-66, 6-2, 6-4            |
| 9.  | 12 янв 1998 | Qatar ExxonMobil Open, Доха (2)                   | Хард     | Фабрис Санторо    | 6-0, 6-3                  |
| 10. | 2 фев 1998  | Открытый чемпионат Австралии, Мельбурн            | Хард     | Марсело Риос      | 6-2, 6-2, 6-2             |

#### Поражения (17)
| №   | Дата        | Турнир                                            | Покрытие | Соперник в финале   | Счёт в финале           |
| 1.  | 30 окт 1989 | Франкфурт, ФРГ                                    | Ковёр    | Кевин Каррен        | 6-2, 7-5                |
| 2.  | 6 мая 1991  | Тампа, Флорида, США                               | Грунт    | Ричи Ренеберг       | 4-6, 6-4, 6-2           |
| 3.  | 22 июл 1991 | Sovran Bank Classic, Вашингтон, США               | Хард     | Андре Агасси        | 6-3, 6-4                |
| 4.  | 29 июл 1991 | Canadian Open, Монреаль, Канада                   | Хард     | Андрей Чесноков     | 3-6, 6-4, 6-3           |
| 5.  | 4 мая 1992  | BMW Open, Мюнхен, Германия                        | Грунт    | Магнус Ларссон      | 6-4, 4-6, 6-1           |
| 6.  | 8 июн 1992  | Открытый чемпионат Франции, Париж                 | Грунт    | Джим Курье          | 7-5, 6-2, 6-1           |
| 7.  | 5 окт 1992  | Swiss Indoors, Базель                             | Хард (i) | Борис Беккер        | 3-6, 6-3, 6-2, 6-4      |
| 8.  | 12 окт 1992 | Тулуза, Франция                                   | Хард (i) | Ги Форже            | 6-3, 6-2                |
| 9.  | 23 авг 1993 | Volvo International, Нью-Хейвен, Коннектикут, США | Хард     | Андрей Медведев     | 7-5, 6-4                |
| 10. | 11 окт 1993 | Australian Indoors, Сидней                        | Хард (i) | Хайме Исага         | 6-4, 4-6, 7-64, 7-67    |
| 11. | 14 фев 1994 | Milan Indoor, Италия                              | Ковёр    | Борис Беккер        | 6-2, 3-6, 6-3           |
| 12. | 7 мар 1994  | Newsweek Champions Cup, Индиан-Уэллс, США         | Хард     | Пит Сампрас         | 4-6, 6-3, 3-6, 6-3, 6-2 |
| 13. | 2 мая 1994  | BMW Open, Мюнхен (2)                              | Грунт    | Михаэль Штих        | 6-2, 2-6, 6-3           |
| 14. | 22 июл 1996 | Острава, Чехия                                    | Ковёр    | Давид Приносил      | 6-1, 6-2                |
| 15. | 16 июн 1997 | Gerry Weber Open, Халле, Вестфалия, Германия      | Трава    | Евгений Кафельников | 7-6², 6-75, 7-67        |
| 16. | 21 июл 1997 | Legg Mason Tennis Classic, Вашингтон (2)          | Хард     | Майкл Чанг          | 5-7, 6-2, 6-1           |
| 17. | 10 ноя 1997 | Кубок Кремля, Москва, Россия                      | Ковёр    | Евгений Кафельников | 7-6², 6-4               |

### Мужской парный разряд (24)

#### Победы (10)
| №   | Дата        | Турнир                                            | Покрытие | Партнёр          | Соперники в финале             | Счёт в финале      |
| 1.  | 4 июл 1988  | Allianz Suisse Open, Гштад, Швейцария             | Грунт    | Милан Шрейбер    | Андрес Гомес Эмилио Санчес     | 7-6, 7-6           |
| 2.  | 8 авг 1988  | Открытый чемпионат Чехословакии, Прага            | Грунт    | Ярослав Навратил | Томас Мустер Хорст Шкофф       | 7-5, 7-6           |
| 3.  | 24 июл 1989 | Mercedes Cup, Штутгарт, ФРГ                       | Грунт    | Томаш Шмид       | Флорин Сегарчану Цирил Сук     | 6-3, 6-4           |
| 4.  | 23 апр 1990 | Monte-Carlo Open, Монако                          | Грунт    | Томаш Шмид       | Андрес Гомес Хавьер Санчес     | 6-2, 6-1           |
| 5.  | 12 авг 1991 | Volvo International, Нью-Хейвен, Коннектикут, США | Хард     | Уолли Мазур      | Джефф Браун Скотт Мелвилл      | без игры           |
| 6.  | 7 окт 1991  | Берлин, Германия                                  | Ковёр    | Карел Новачек    | Даниэль Вацек Ян Симеринк      | 3-6, 7-5, 7-5      |
| 7.  | 19 апр 1993 | Monte-Carlo Open (2)                              | Грунт    | Стефан Эдберг    | Марк Куверманс Паул Хархёйс    | 6-2, 2-6, 7-5      |
| 8.  | 14 июн 1993 | Gerry Weber Open, Халле,Вестфалия, Германия       | Трава    | Цирил Сук        | Майк Бауэр Марк-Кевин Гёлльнер | 7-6, 5-7, 6-3      |
| 9.  | 9 авг 1993  | Thriftway ATP Championships, Цинциннати, США      | Хард     | Андре Агасси     | Хенрик Хольм Стефан Эдберг     | 6-4, 7-6           |
| 10. | 15 янв 1996 | Открытый чемпионат Австралии, Мельбурн            | Хард     | Стефан Эдберг    | Себастьен Ларо Алекс О'Брайен  | 7-5, 7-5, 4-6, 6-1 |

#### Поражения (14)
| №   | Дата        | Турнир                                            | Покрытие | Партнёр          | Соперники в финале              | Счёт в финале |
| 1.  | 28 сен 1987 | Палермо, Италия                                   | Грунт    | Томаш Шмид       | Леонардо Лаваль Клаудио Панатта | 3-6, 6-4, 6-4 |
| 2.  | 10 июл 1989 | Allianz Suisse Open, Гштад, Швейцария             | Грунт    | Милан Шрейбер    | Кассио Мотта Тодд Уитскен       | 6-4, 6-3      |
| 3.  | 31 июл 1989 | Кицбюэль, Австрия                                 | Грунт    | Томаш Шмид       | Хавьер Санчес Эмилио Санчес     | 7-5, 7-6      |
| 4.  | 7 авг 1989  | Открытый чемпионат Чехословакии, Прага            | Грунт    | Джин Майер       | Хорди Арресе Хорст Шкофф        | 6-4, 6-4      |
| 5.  | 30 апр 1990 | BMW Open, Мюнхен, ФРГ                             | Грунт    | Томаш Шмид       | Удо Риглевски Михаэль Штих      | 6-1, 6-4      |
| 6.  | 28 мая 1990 | Открытый чемпионат Франции, Париж                 | Грунт    | Горан Иванишевич | Серхио Касаль Эмилио Санчес     | 7-5, 6-3      |
| 7.  | 13 авг 1990 | Volvo International, Нью-Хейвен, Коннектикут, США | Хард     | Горан Иванишевич | Джефф Браун Скотт Мелвилл       | 2-6, 7-5, 6-0 |
| 8.  | 23 сен 1991 | Swiss Indoors, Базель                             | Хард (i) | Джон Макинрой    | Патрик Макинрой Якоб Гласек     | 3-6, 7-6, 7-6 |
| 9.  | 20 апр 1992 | Monte-Carlo Open, Монако                          | Грунт    | Карел Новачек    | Борис Беккер Михаэль Штих       | 6-4, 6-4      |
| 10. | 6 июл 1992  | Allianz Suisse Open, Гштад (2)                    | Грунт    | Цирил Сук        | Хендрик-Ян Давидс Либор Пимек   | без игры      |
| 11. | 25 апр 1994 | BMW Open, Мюнхен, Германия (2)                    | Грунт    | Борис Беккер     | Евгений Кафельников Давид Рикл  | 7-6, 7-5      |
| 12. | 13 фев 1995 | Milan Indoor, Италия                              | Ковёр    | Карел Новачек    | Борис Беккер Ги Форже           | 6-2, 6-4      |
| 13. | 17 июл 1995 | Legg Mason Tennis Classic, Вашингтон, США         | Хард     | Цирил Сук        | Оливье Делатр Джефф Таранго     | 1-6, 6-3, 6-2 |
| 14. | 12 авг 1996 | RCA Championships, Индианаполис, США              | Хард     | Цирил Сук        | Джим Грабб Ричи Ренеберг        | 7-6, 4-6, 6-4 |

## Интересные факты
- Корда — близкий друг знаменитого хоккейного вратаря Доминика Гашека. После победы чешской сборной на Олимпиаде в Нагано, Корда заказал 25 копий ракетки, с которой он победил перед этим на Открытом чемпионате Австралии, и подарил Гашеку и всем остальным игрокам и тренерам сборной именные ракетки в память об олимпийской победе.[7]